# Tokyo Aquatics Centre
Il Tokyo Aquatics Centre (東京アクアティクスセンター?, Tōkyō akuatikusu sentā) è un centro acquatico situato nel quartiere Kōtō di Tokyo e costruito in occasione dei Giochi della XXXII Olimpiade.

## Storia
I lavori di costruzione, dal costo stimato di 47 miliardi di yen, hanno avuto inizio nell'aprile 2017. Il 23 ottobre 2018 l'edificio, precedentemente noto come Olympic Aquatics Centre, ha ottenuto l'attuale denominazione. L'inaugurazione dell'impianto, inizialmente programmata per il 22 marzo 2020 ma rimandata a causa della pandemia di COVID-19, è avvenuta il 26 ottobre. Tra il 1º e il 6 maggio 2021 la struttura ha ospitato la Coppa del mondo di tuffi 2021.
Dopo uno slittamento di un anno a causa della pandemia di COVID-19, tra il 24 luglio e il 7 agosto 2021 l'impianto ha ospitato le gare di nuoto, di tuffi e di nuoto artistico dei Giochi della XXXII Olimpiade. Dal 25 agosto al 3 settembre hanno invece avuto luogo le competizioni di nuoto paralimpico dei XVI Giochi paralimpici estivi.

## Caratteristiche

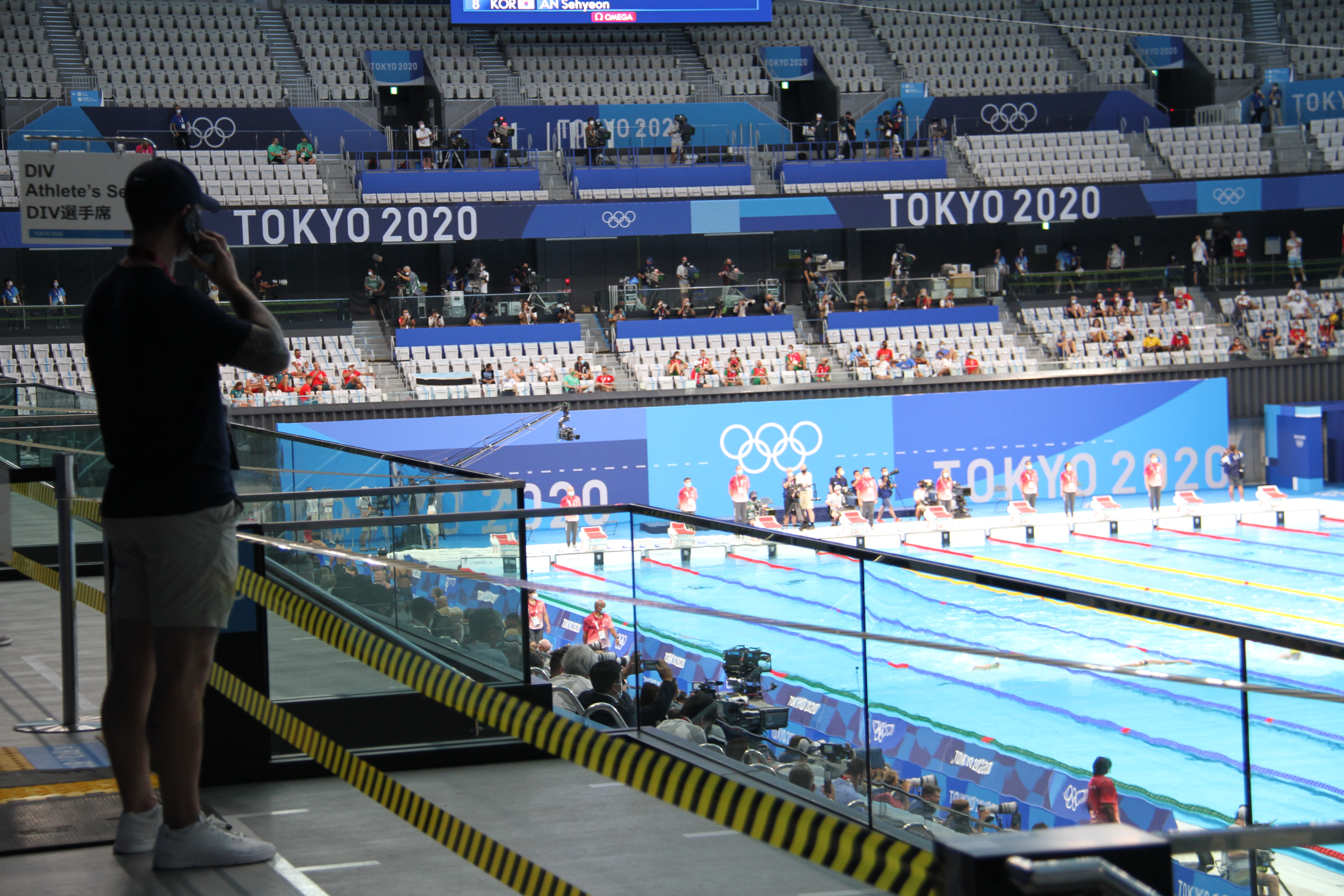
L'interno dell'impianto nel 2021.

La struttura è alta 37,2 metri e ha una superficie complessiva di 65 500 m². All'interno sono presenti una piscina principale e una per il riscaldamento, entrambe 50 × 25 m e profonde 3 m, e una piscina per i tuffi di dimensioni 25 × 25 m. Durante i giochi olimpici e paralimpici la struttura ha avuto una capacità di 15 000 spettatori. Al termine dei giochi la capacità sarà ridotta a 5 000 spettatori e l'impianto sarà utilizzato per eventi nazionali ed internazionali.